# Vuelo 9955 de West Caribbean
El vuelo 9955 de West Caribbean fue un vuelo programado el 26 de marzo de 2005 entre la Isla de Providencia y la Isla de San Andrés. El avión, un Let L-410 Turbolet, recién había despegado a las 9:50 del Aeropuerto El Embrujo, cuando su motor izquierdo se apagó. La tripulación siguió con el despegue, pero la velocidad de la aeronave disminuyó dramáticamente. Repentinamente, el avión comenzó a inclinarse hacia la derecha y finalmente se fue en picada contra el suelo, estrellándose contra un manglar, ubicado a tan solo 113 metros de la pista del aeropuerto.
Los dos pilotos y 6 pasajeros murieron en el choque. Los 6 heridos (uno de los cuales murió) fueron trasladados a hospitales de San Andrés y Bogotá.
Este choque agravó la ya crítica situación que venía afrontando la aerolínea West Caribbean, la cual cesó operaciones tan solo 5 meses después de este accidente, al sufrir de nuevo una tragedia, la del vuelo 708.

## Vuelo y accidente
El primer vuelo del día para la tripulación del Let 410 HK-4146 fue de San Andrés (ADZ) a Providencia (PVA). Partieron a las 07:11 y llegaron a Providencia a las 07:30. Después de otros cuatro vuelos entre ADZ y PVA, la tripulación del avión se estaba preparando para el vuelo 9955 a ADZ.
Rodaron hasta la pista 35 para la salida a las 09:48 y se les autorizó el despegue dos minutos más tarde. Durante el despegue, cerca de V1, falló el motor número uno. El despegue continuó pero la velocidad disminuyó. El avión se ladeó a la derecha y giró 135 grados. Descendió en posición invertida, en un ángulo de 40 grados y se estrelló contra árboles, ubicados a unos 113 m del umbral de la pista 17.

## Causas
- La no observancia de los procedimientos descritos para la falla de un motor luego de V1, en especial los que se refieren al mantenimiento de la velocidad de despegue seguro de 84 nudos, la retracción de la aleta de banqueo automático, la operación de la palanca del tren de aterrizaje y el empleo de la potencia de contingencia.

- La operación errónea de la palanca de combustible FCL del motor uno, al moverla desde la posición abierta a cerrada durante la cadena de eventos, con lo que se dejó sin empuje al avión y la operación no apropiada de la palanca de combustible FCL del motor dos, al llevarla a la posición MAX NG en un intento por obtener rendimiento de dicho motor.

- El mantenimiento del avión en una actitud de despegue luego de la falla del motor dos con la consecuente reducción de velocidad y posteriormente el mantenimiento del avión en una actitud de ascenso, luego de haber apagado el motor uno, con lo que se llegó a la velocidad de pérdida de sustentación y la posterior ausencia de control de la aeronave.

- La falla del motor dos por motivos indeterminados durante la carrera de despegue, luego de V1, lo que obligó a la tripulación a realizar una serie de procedimientos de emergencia para afrontar la falla y continuar con el ascenso inicial.

- La ausencia o falencia de manejo de recursos de cabina entre los miembros de la tripulación durante la secuencia de eventos.

- La reducción en una medida no determinada de la alerta situacional de la tripulación como resultado de la situación financiera de la empresa y de la separación en la que estaba inmerso el Capitán de la aeronave.